# Gorenja vas pod Režišami
Gorenja vas pod Režišami (nemško Oberdorf) je nekdanja vas v zahodni Sloveniji v Občini Logatec. Sedaj je priključena Logatcu. Leži v tradicionalni deželi Notranjski in je danes del Osrednjeslovenske statistične regije.

## Geografija
Gorenja vas pod Režišami se nahaja na jugozahodnem delu Logaškega poljaob glavni cesti Vrhnika Kalce. Skozi vas teče Črni potok, ta pa se nato kmalu zlije s potokom Reka v Logaščico. Vas obsega zaselke Grad, Klanec in Podstrmca (nemško Podstermez). Tla so prodnata, teren ob zgornjem toku potoka pa močvirnat. Jugozahodno od vasi se dviga hrib Režiše (595 mnm).

## Ime
Vas je ime dobila po svoji višji legi od okolice. Ime vasi je bilo leta 1953 spremenjeno iz Gorenja vas v Gorenja vas pod Režišami.

## Zgodovina
Gorenja vas je imela leta 1880 v 46 hišah 310 prebivalcev, leta 1900 259 v 48 hišah, leta 1931 pa 282 prebivalcev v 51 hišah. Gorenja vas pod Režišami je bila leta 1972 priključena Logatcu in je s tem prenehala obstajati kot samostojno naselje.

## Znameniti ljudje
Znamenite osebnosti, ki so se rodile ali živele v Gorenji vasi pod Režišami, so:
- Vito Lavrič (1906–1997), ginekolog in porodničar[4]